# Silene barbeyana
Silene barbeyana är en nejlikväxtart som beskrevs av Pierre Edmond Boissier. Silene barbeyana ingår i släktet glimmar, och familjen nejlikväxter. Inga underarter finns listade i Catalogue of Life.